# NGC 397
NGC 397 je galaksija u zviježđu Ribe.

## Vanjske poveznice
- SEDS: NGC 397